# Louis Page
Louis Antonio Page (Liverpool, 27 marzo 1899 – Birkenhead, 11 ottobre 1959) è stato un calciatore e allenatore di calcio inglese, di ruolo attaccante.

## Carriera

### Nazionale
Ha collezionato 7 presenze con la maglia della propria nazionale.